# Hustopečské skákání
Hustopečské skákání je mezinárodní halový atletický mítink ve skoku do výšky, který se koná v Hustopečích na Břeclavsku. První ročník se uskutečnil v prosinci roku 1999, druhý pak na začátku roku 2001. V roce 2009 se konal jubilejní desátý ročník. Rekordy mítinku drží v mužské kategorii výkonem 238 cm Ivan Uchov a mezi ženami Ariane Friedrichová, jež v roce 2009 překonalá rovné dva metry.
Mítink je součástí tzv. Moravské výškařské tour, do které patří také závod Beskydská laťka. V letech 2005 – 2007 byla součástí tour i Ostravská laťka. V roce 2008 se měla závodů zúčastnit Chorvatka Blanka Vlašičová. Vinou zranění však musela svoji účast odřeknout. V roce 2010 obhájila vítězství Němka Ariane Friedrichová, která se následně pokoušela vytvořit nový rekord mítinku. 201 cm však vždy třikrát  těsně shodila. Mezi muži zvítězil potřetí v řadě Rus Ivan Uchov, který skočil nový rekord mítinku 237 cm. O rok později překonal 238 cm.
V roce 2021 se z důvodu špatné epidemiologické situace mítink neuskutečnil.

## Vítězové

### Muži
| Ročník | Rok  | 1. místo           | Výkon  | 2. místo                 | Výkon  | 3. místo                              | Výkon  |
| ------ | ---- | ------------------ | ------ | ------------------------ | ------ | ------------------------------------- | ------ |
| 3.     | 2002 | Svatoslav Ton      | 2,27 m | Tomáš Janků              | 2,27 m | Jiří Křehula Jan Janků                | 2,20 m |
| 4.     | 2003 | Jaroslav Bába      | 2,22 m | Jiří Křehula Dalibor Hon | 2,18 m | -                                     | -      |
| 5.     | 2004 | Jaroslav Bába      | 2,28 m | Tomáš Janků              | 2,28 m | Jan Janků                             | 2,20 m |
| 6.     | 2005 | Jaroslav Bába      | 2,35 m | Jan Janků                | 2,23 m | Jurij Krymarenko Stanislav Maljarenko | 2,23 m |
| 7.     | 2006 | Svatoslav Ton      | 2,33 m | Ivan Uchov               | 2,31 m | Giulio Ciotti                         | 2,31 m |
| 8.     | 2007 | Andrej Těrešin     | 2,33 m | Peter Horák              | 2,27 m | Víctor Moya                           | 2,24 m |
| 9.     | 2008 | Ivan Uchov         | 2,36 m | Linus Thörnblad          | 2,34 m | Alexej Dmitrik                        | 2,30 m |
| 10.    | 2009 | Ivan Uchov         | 2,34 m | Alexandr Šustov          | 2,27 m | Jaroslav Bába                         | 2,27 m |
| 11.    | 2010 | Ivan Uchov         | 2,37 m | Dusty Jonas              | 2,30 m | Alessandro Talotti                    | 2,28 m |
| 12.    | 2011 | Ivan Uchov         | 2,38 m | Alexej Dmitrik           | 2,32 m | Alexandr Šustov                       | 2,30 m |
| 13.    | 2012 | Alexej Dmitrik     | 2,35 m | Andrej Silnov            | 2,31 m | Ivan Uchov Samson Oni                 | 2,31 m |
| 14.    | 2013 | Ivan Uchov         | 2,30 m | Mutaz Essa Baršim        | 2,30 m | Osku Torro                            | 2,26 m |
| 15.    | 2014 | Alexej Dmitrik     | 2,32 m | Erik Kynard              | 2,30 m | Donald Thomas                         | 2,28 m |
| 16.    | 2015 | Marco Fassinotti   | 2,34 m | Andrij Procenko          | 2,30 m | Silvano Chesani                       | 2,30 m |
| 17.    | 2016 | Gianmarco Tamberi  | 2,38 m | Chris Baker              | 2,36 m | Kyriak Ianou                          | 2,32 m |
| 18.    | 2017 | Sylwester Bednarek | 2,30 m | Edgar Rivera             | 2,30 m | Chris Kandu                           | 2,26 m |
| 19.    | 2018 | Danil Lysenko      | 2,37 m | Sylwester Bednarek       | 2,31 m | Wang Yu                               | 2,28 m |
| 20.    | 2019 | Wang Yu            | 2,30 m | Chris Baker              | 2,26 m | Luis Castro                           | 2,26 m |
| 21.    | 2020 | Tom Gale           | 2,33 m | Sylwester Bednarek       | 2,30 m | Jamal Wilson                          | 2,30 m |

### Ženy
| Ročník | Rok  | 1. místo             | Výkon  | 2. místo                          | Výkon  | 3. místo               | Výkon  |
| ------ | ---- | -------------------- | ------ | --------------------------------- | ------ | ---------------------- | ------ |
| 3.     | 2002 | Renáta Medgyesová    | 1,83 m | Inge Janků                        | 1,80 m | Diana Lázníčková       | 1,80 m |
| 4.     | 2003 | Zuzana Hlavoňová     | 1,90 m | Bernadett Bódiová                 | 1,87 m | Iva Straková           | 1,87 m |
| 5.     | 2004 | Zuzana Hlavoňová     | 1,91 m | Barbora Laláková                  | 1,88 m | Romana Dubnova         | 1,85 m |
| 6.     | 2005 | Olga Kaliturinová    | 1,95 m | Barbora Laláková                  | 1,87 m | Iva Straková           | 1,87 m |
| 7.     | 2006 | Iva Straková         | 1,93 m | Irina Glavatskichová              | 1,90 m | Barbora Laláková       | 1,90 m |
| 8.     | 2007 | Blanka Vlašičová     | 1,96 m | Venelina Venevová                 | 1,96 m | Jekatěrina Kuncevičová | 1,94 m |
| 9.     | 2008 | Vita Palamarová      | 1,99 m | Ariane Friedrichová               | 1,99 m | Iva Straková           | 1,95 m |
| 10.    | 2009 | Ariane Friedrichová  | 2,00 m | Irina Gordějevová                 | 1,98 m | Iva Straková           | 1,95 m |
| 11.    | 2010 | Ariane Friedrichová  | 1,95 m | Iva Straková Světlana Školinová   | 1,92 m | -                      | -      |
| 12.    | 2011 | Světlana Školinová   | 1,96 m | Marija Kučinová                   | 1,94 m | Danielle Frenkelová    | 1,90 m |
| 13.    | 2012 | Světlana Školinová   | 1,95 m | Irina Gordějevová Chaunté Loweová | 1,93 m | -                      | -      |
| 14.    | 2013 | Alessia Trostová     | 1,95 m | Venelina Venevová                 | 1,93 m | Olena Chološová        | 1,93 m |
| 15.    | 2014 | Marija Kučinová      | 1,97 m | Emma Greenová                     | 1,97 m | Ana Šimičová           | 1,94 m |
| 16.    | 2015 | Alessia Trostová     | 1,96 m | Ruth Beitiaová                    | 1,94 m | Airinė Palšytė         | 1,92 m |
| 17.    | 2016 | Levern Spencerová    | 1,95 m | Doreen Amataová                   | 1,93 m | Michaela Hrubá         | 1,93 m |
| 18.    | 2017 | Morgan Lake          | 1,92 m | Julija Levčenková                 | 1,89 m | Sofie Skoog            | 1,86 m |
| 19.    | 2018 | Levern Spencerová    | 1,93 m | Alessia Trostová                  | 1,90 m | Morgan Lakeová         | 1,90 m |
| 20.    | 2019 | Katerina Tabašniková | 1,99 m | Jaroslava Mahučichová             | 1,99 m | Morgan Lakeová         | 1,97 m |
| 21.    | 2020 | Nikki Mansonová      | 1,93 m | Iryna Geraščenková                | 1,90 m | Morgan Lakeová         | 1,90 m |